# Conservazione e restauro del papiro
La conservazione e il restauro del materiale papiraceo è un'attività dedicata alla conservazione e alla tutela di oggetti di valore storico e personale realizzati con papiro dell'Antico Egitto.

## Panoramica
Il papiro veniva utilizzato come materiale su cui scrivere nell'antico Egitto, dai tempi antichi fino al X secolo d.C. La specie di papiro utilizzata nella scrittura era il Cyperus papyrus.

## Deposito di materiali di papiro
Esistono vari metodi per conservare in sicurezza le collezioni di papiri. Tuttavia, le condizioni di conservazione non cambiano.

### Condizioni
È importante conservare i papiri in una stanza climatizzata in cui la temperatura e l'umidità sono mantenute a un livello costante rispettivamente di 17–23 °C e 50–60%. È anche importante posizionare un tipo speciale di pellicola o vetro che protegga le custodie che contengono i papiri dai raggi UV, che potrebbero far sbiadire i papiri se esposti a queste luci.

### Metodi
Esistono vari metodi per conservare i papiri. Il primo e più comune di questi consiste nell'utilizzare due cornici di vetro e sigillare i bordi con nastro adesivo di stoffa. Tuttavia, questo metodo presenta molti rischi per l'oggetto. Uno di questi rischi è che questo metodo può fare in modo che l'oggetto venga a contatto con il calore e l'umidità, il che farebbe anche aderire la superficie dell'oggetto al vetro. Un altro metodo utilizza lo Stabiltex Sling System, che molto più sicuro per conservare i frammenti di papiro. Questa modalità di conservazione consiste nell'utilizzo di un tappetino a doppia finestra con due fogli di Stabiltex che ricoprono l'oggetto. Un terzo metodo per conservare i papiri, soprattutto quelli di grandi dimensioni, è posizionare il papiro tra due strati di plexiglass e poi fissarli con un telaio di alluminio tagliato a misura per sostenere il pezzo.

### Minacce
Le collezioni di papiri affrontano minacce alla loro conservazione, che spaziano da quelle di natura biologica a quelle provocate dall’uomo.

#### Insetti e altre minacce biologiche
È noto che gli insetti danneggiano i papiri. Il danno avviene quando il papiro viene arrotolato. Nell'antichità veniva utilizzato un materiale chiamato cedrium, un estratto resinoso del ginepro, che impedisce agli insetti che si nutrono di carta di attaccare i rotoli di papiro. Nei tempi antichi, l'olio di cedro veniva utilizzato anche per fermare tali insetti. Esistono anche alcune specie di funghi che attaccano specificamente i papiri. Essendo materiali organici, i papiri sono anche suscettibili alla muffa.

#### Deterioramento
Una minaccia comune per i materiali di papiro è il deterioramento. Questa minaccia si è verificata sia nei tempi antichi che in quelli moderni. In antichità, il deterioramento si verificava quando il papiro veniva utilizzato estensivamente, come nel caso soprattutto dei papiri medici e di altri papiri di natura simile. Nei tempi moderni, il deterioramento dei papiri si verifica a causa di un lungo processo di invecchiamento, della scomposizione dei componenti del papiro e delle condizioni in cui viene conservato/trovato. Un'altra causa di deterioramento è l'ossidazione, che si verifica a causa dell'uso di inchiostro ferrogallico, che contiene solfato di ferro, noto per danneggiare i papiri.

#### Sali
I sali, se accumulati su un rotolo di papiro, potrebbero potenzialmente danneggiarlo. Un rotolo di papiro può essere contaminato dai sali del luogo in cui è stato ritrovato, soprattutto nelle aree con un elevato grado di umidità. Tuttavia, il sale sui papiri può essere presente anche in ambienti stabili.

#### Metodi di archiviazione
Anche i metodi di conservazione, se eseguiti in modo errato, possono danneggiare i papiri. Il metodo tradizionale per la conservazione dei papiri consisteva nel posizionarli tra due lastre di vetro e quindi sigillare i bordi con nastro adesivo di stoffa. Ciò minaccia il papiro all'interno poiché consente all'oggetto di entrare in contatto diretto con il vetro, il che potrebbe causare il contatto di calore e umidità con il papiro. Ciò potrebbe farlo aderire al vetro e anche danneggiare l'inchiostro e la superficie del papiro quando il vetro viene rimosso. Intorno ai bordi di alcuni papiri è stato osservato un materiale grigiastro, identificato come un composto di cloruro di sodio e tracce di carboidrati vegetali. Altri metodi di conservazione che utilizzano nitrato di cellulosa, supporti di carta, cerniere, supporti adesivi, sistemi di montaggio a secco e plexiglass che preme direttamente sul papiro non sono considerati metodi di conservazione sicuri. Le minacce derivanti da questi includono l'introduzione di materiali che potrebbero macchiare l'oggetto, degradarlo o esercitare pressione su di esso. Anche questi effetti non sono facilmente reversibili.

## Metodi di restauro
Il restauro dei papiri esiste fin dall'antichità. Nel corso dei secoli sono stati utilizzati metodi più moderni.

### Metodi antichi
Un metodo che sembra essere stato utilizzato in antichità era quello di aggiungere nuove strisce di papiro a un rotolo già esistente. Un esempio di ciò si può osservare nel papiro di Rhind.

### Metodi moderni per la conservazione e il restauro dei papiri

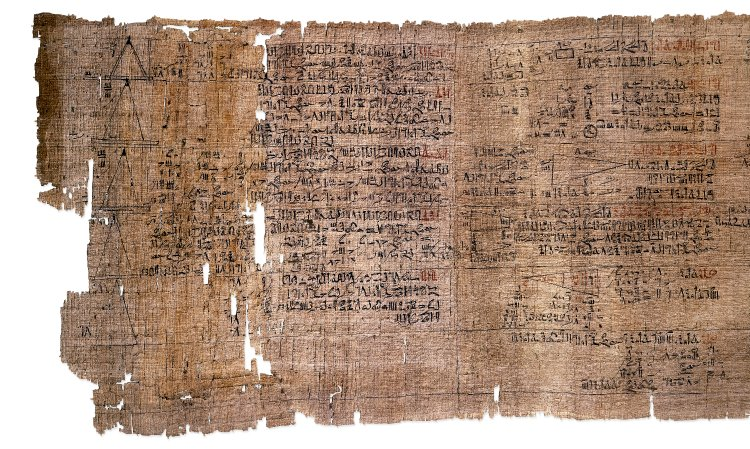
Questa immagine mostra parte del papiro di Rhind. Le sezioni lucide del papiro sembrano mostrare parti che sarebbero state restaurate in tempi antichi utilizzando strisce di papiro aggiunte a quelle già esistenti.

I papiri possono essere restaurati utilizzando vari metodi sviluppati nei tempi moderni. Questi metodi differiscono in base alle condizioni del papiro.

#### Preparazione di un papiro per la conservazione
Ci sono diversi passaggi da compiere prima di restaurare un papiro. Il primo passo è rimuovere prima eventuali particelle di terra e sporco rimanenti sul pezzo di papiro. Il passo successivo è documentare il rotolo di papiro nel modo più accurato possibile. Questo passaggio è particolarmente importante se il papiro è frammentato. Successivamente, l'inchiostro presente sul papiro dovrà essere esaminato versando una goccia d'acqua sul papiro stesso. Questo passaggio viene ripetuto utilizzando etanolo o una miscela etanolo e acqua. Anche vecchie riparazioni e nastro adesivo possono danneggiare un pezzo di papiro, quindi è fondamentale che vengano rimossi. Un metodo per rimuoverli è inumidire prima il papiro stesso in modo che i vecchi nastri possano essere rimossi in sicurezza.

#### Restauro di un papiro

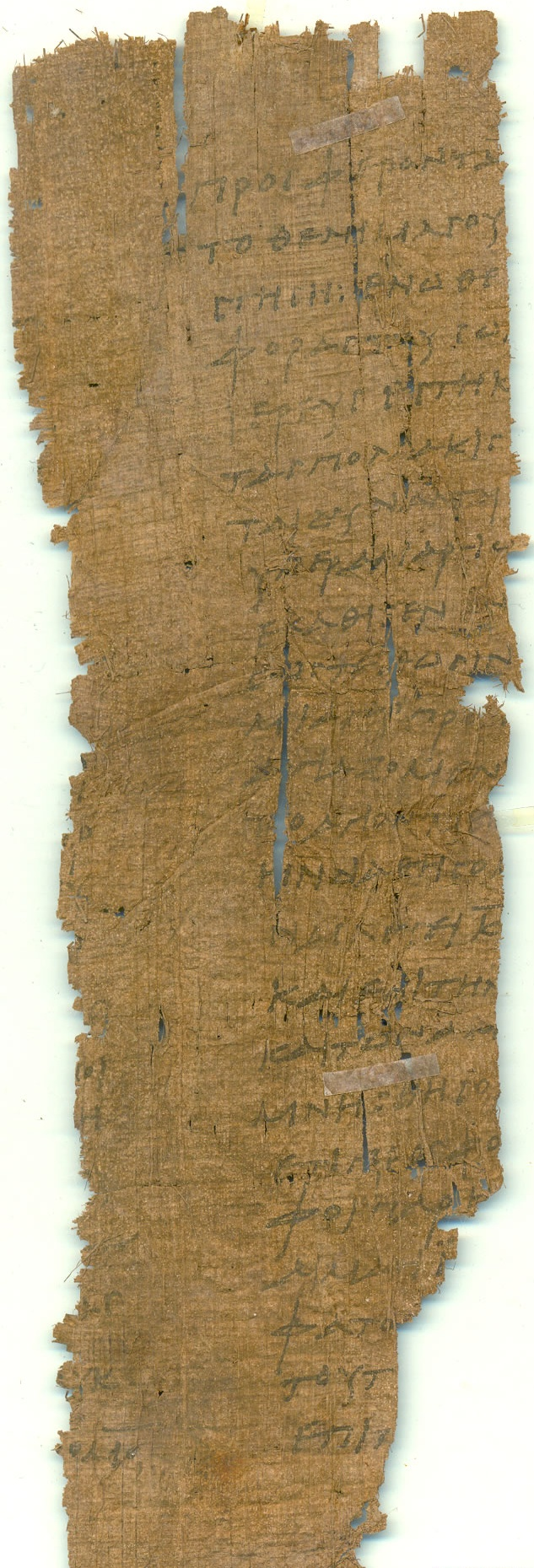
Questo papiro è stato riparato utilizzando del nastro adesivo, che può essere visto sulla parte superiore e inferiore del papiro.

Esistono vari metodi utilizzati per ripristinare i papiri danneggiati, che possono dipendere dal tipo di danno. Ad esempio, se l'inchiostro sul papiro è stato danneggiato, è necessario applicare una pasta molto sottile di metilcellulosa o amido di grano sotto il papiro tramite un pennello fine di zibellino. Se si verifica un attacco di muffa, un metodo che sembra funzionare è rimuoverla con una spatola e quindi spazzolare l'area contaminata con una soluzione composta al 50% di acqua e al 50% di etanolo. A volte, una soluzione di cellulosa, che può essere Klucel o Hydroxypropyl Celluloid, viene utilizzata per rafforzare il tessuto cellulare e i fasci vascolari. Altri materiali come il succo di papiro e la gomma arabica possono essere utilizzati per lo stesso motivo delle soluzioni di cellulosa. Un metodo utilizzato per trattare i papiri è pulirli ripetutamente. Ciò si ottiene posizionando prima il papiro su carta assorbente asciutta, quindi pulendo il papiro rimuovendo lo sporco tramite un bisturi, una spatola o una pinzetta asciutta. La pulizia meccanica del papiro può essere eseguita anche, dopo averlo posizionato sulla carta assorbente asciutta, tramite l'uso di una spazzola a setole per spazzolarlo leggermente. Un papiro umido deve essere posto sotto un peso leggero per asciugarlo. Questi metodi di pulizia possono essere utilizzati ripetutamente fino al completo trattamento del papiro. Dopo aver ripristinato il papiro, è possibile utilizzare delle pinzette per allineare i suoi frammenti in posizione corretta. Infine il papiro viene rimontato utilizzando il sistema di imbracatura Stabiltex o il sistema di imbracatura in poliestere.

### Restauro di papiri riciclati
Nei tempi antichi, i papiri venivano spesso utilizzati nella creazione di bare di cartonnage; venivano infatti tagliati o strappati e poi inumiditi con acqua in modo che potessero adattarsi al pezzo di cartonnage in cui erano collocati. In seguito venivano incollati insieme con gesso o colla. Su entrambi i lati del papiro veniva utilizzato uno strato di intonaco di gesso a calce. Un'immagine del defunto era spesso dipinta sulla parte anteriore del cartonnage. Per conservare le pitture e i papiri all'interno di una bara antica è necessario rimuovere lo sporco e pulire la superficie dipinta con acetone. Se ci sono dei buchi nel gesso dipinto, viene utilizzato il carbonato di calcio per stuccarli. Lo strato di vernice viene fissato con Paraloid B-48, che contiene il 30% di acetone e rivestito con un pezzo temporaneo di cartonnage utilizzando: (a) uno strato di carta velina giapponese (circa 50 grammi) ed emulsione Paraloid B-48/acetone (20%), (b) due strati di carta giapponese (circa 70 grammi) e una diluizione di Planatol BB/acqua (40%), (c) uno strato di panno di lino e una diluizione di Planatol BB/acqua (40%) e uno strato di carta giapponese (circa 70 grammi) e un Planatol BB /emulsione acquosa (40%). La forma negativa dell'oggetto viene quindi collocata in poliuretano fluido (se l'oggetto è tridimensionale) o in acqua (60 gradi Celsius). Per rimuovere lo strato interno di gesso, si inumidisce in acqua e poi si rimuove con un pennello. Successivamente il cartonnage del papiro viene rimosso da dietro con un bisturi. Per allentare i pezzi di papiro all'interno, il cartonnage viene posto in un recipiente di acqua calda (90 gradi Celsius) per alcuni minuti. L'acido viene quindi posto nell'acqua per aiutare a sciogliere i pezzi di papiro nel gesso. Successivamente i pezzi di papiro vengono disacidificati. I papiri vengono poi separati meccanicamente con pinzette e bisturi. Utilizzando carta assorbente, i frammenti di papiro vengono essiccati tramite fogli di carta assorbente. Utilizzando Paraloid B-48 (20% in acetone), il dipinto e il suo strato di gesso vengono consolidati dal retro. L'oggetto viene poi sorretto da un nuovo supporto di cartonnage costituito da carta giapponese (70-90 grammi), tela di lino e una diluizione di Planatol BB/acqua (40%). La forma negativa dell'oggetto tridimensionale viene rimossa meccanicamente. Il supporto di rivestimento temporaneo viene rimosso con una pinzetta e un pennello utilizzando acetone, i quali verranno poi utilizzati anche per pulire la superficie verniciata. I papiri asciutti vengono poi puliti con una spazzola. Usando un pennello, una pinzetta e una spatola, i frammenti di papiro vengono puliti inserendoli tra pezzi di stoffa bagnata o carta assorbente. Questo segnerà la rimozione finale di eventuali pezzi di gesso rimanenti. I frammenti di papiro vengono infine essiccati tra fogli di carta assorbente sotto pressione e conservati tra lastre di vetro.

### Restauro di papiri carbonizzati
Sembra che ci sia un metodo per ripristinare i papiri carbonizzati. Il primo passo di questo metodo è separare attentamente gli strati del papiro poiché non possono essere srotolati a causa del loro stato. Questa separazione viene eseguita con una spatola sottile o un raschietto e sollevandoli con una pinzetta. A volte, l'inumidimento degli strati viene effettuato per accelerare il processo di separazione. Nel caso in cui i pezzi siano molto fragili, si utilizza carta giapponese per allentare e sollevare gli strati, ma solo se il retro del papiro non contiene alcuna scritta. Un altro metodo consiste nell'utilizzare una diluizione di acqua e colla per fissare gli strati dal retro. Dopo aver separato gli strati uno per uno, i pezzi del singolo strato vengono accostati secondo la scritta riportata sul fronte del papiro. Successivamente lo strato viene ribaltato per stabilizzarlo dal retro, cosa che può essere ottenuta solo se il retro del papiro non presenta scritte. Se questo è il caso, i pezzi non possono essere consolidati, a meno che non si trovino tra le linee inscritte. Tuttavia, quest’ultimo processo viene eseguito solo occasionalmente e con estrema cura. Un ottimo metodo per ricostruire uno strato di papiri carbonizzati consiste nell'utilizzare carta velina giapponese e una lastra di vetro, su cui posizionare lo strato. Successivamente viene posto uno strato di carta oleata o di carta plastificata su tutta la ricostruzione e poi ricoperta con una lastra di vetro. Questo passaggio viene eseguito per facilitare il processo di ribaltamento degli strati di papiro. Utilizzando un pennello sottile e lasciando scorrere passo dopo passo la lastra di vetro, lo strato carbonizzato viene rinforzato applicando con cura l'adesivo diluito attraverso la carta giapponese dal retro. Per evitare bolle d'aria, tutta la parte posteriore deve essere incollata. È anche importante non lasciare che l'adesivo penetri nel papiro poiché questo formerà una superficie riflettente sulla parte anteriore del papiro, che renderà invisibile l'inchiostro. Il papiro rinforzato può essere capovolto afferrando la carta giapponese.